# Eleição municipal de Campinas em 2008
A eleição municipal da cidade brasileira de Campinas em 2008 ocorreu em 5 de outubro. O prefeito titular era Dr. Hélio do PDT que concorreu a reeleição e foi eleito prefeito em turno único, derrotando Carlos Sampaio do PSDB.

## Candidatos
|  | Nº | Candidato(a) a prefeito | Candidato(a) a prefeito                              | Candidato(a) a vice-prefeito | Candidato(a) a vice-prefeito                              | Coligação |
|  | -- | ----------------------- | ---------------------------------------------------- | ---------------------------- | --------------------------------------------------------- | --- |
|  | 10 |                         | Mauricio Carvalho (PRB) Mauricio Antônio de Carvalho |                              | Dr. Romildo Ramos (PRB) Romildo Couto Ramos               | Sem coligação - Partido Republicano Brasileiro (PRB) |
|  | 12 |                         | Dr. Hélio (PDT) Hélio de Oliveira Santos             |                              | Demétrio Vilagra (PT) Demétrio Vilagra                    | Unidos por Campinas - Partido Democrático Trabalhista (PDT) - Partido dos Trabalhadores (PT) - Partido do Movimento Democrático Brasileiro (PMDB) - Democratas (DEM) - Partido Trabalhista Brasileiro (PTB) - Partido Progressista (PP) - Partido Popular Socialista (PPS) - Partido da República (PR) - Partido Comunista do Brasil (PCdoB) - Partido Social Cristão (PSC) - Partido da Mobilização Nacional (PMN) - Partido Republicano Progressista (PRP) |
|  | 19 |                         | Dra. Vânia (PTN) Vânia Cristina Boscolo              |                              | Gardezan (PSL) José Roberto Gardezan                      | Melhor para Campinas - Partido Trabalhista Nacional (PTN) - Partido Social Liberal (PSL) - Partido Humanista da Solidariedade (PHS) - Partido Renovador Trabalhista Brasileiro (PRTB) |
|  | 27 |                         | Ricardo Xavier (PSDC) Ricardo Xavier de Souza        |                              | Vlademir Ferreira (PSDC) Vlademir Antonio Ferreira        | Sem coligação - Partido Social Democrata Cristão (PSDC) |
|  | 40 |                         | Jonas Donizette (PSB) Jonas Donizette Ferreira       |                              | Toninho Conceição (PSB) Antonio Duarte da Conceição Filho | Campinas mais Humana - Partido Socialista Brasileiro (PSB) - Partido Trabalhista Cristão (PTC) |
|  | 43 |                         | Feliciano Filho (PV) Feliciano Nahimy Filho          |                              | Antônio Pádua (PV) Antônio de Pádua Oliveira Filho        | Sem coligação - Partido Verde (PV) |
|  | 45 |                         | Carlos Sampaio (PSDB) Carlos Henrique Focesi Sampaio |                              | Célia Leão (PSDB) Célia Camargo Leão Edelmuth             | Sem coligação - Partido da Social Democracia Brasileira (PSDB) |
|  | 50 |                         | Paulo Búfalo (PSOL) Paulo Roberto Búfalo             |                              | Sílvia Ferraro (PSTU) Sílvia Andréa Ferraro               | Frente de Esquerda de Campinas - Partido Socialismo e Liberdade (PSOL) - Partido Socialista dos Trabalhadores Unificado (PSTU) - Partido Comunista Brasileiro (PCB) |
|  | 70 |                         | Theodoro Batista (PTdoB) Paulo Batista Teodoro       |                              | Dr. Juraci (PTdoB) Juraci de Oliveira Costa               | Sem coligação - Partido Trabalhista do Brasil (PTdoB) |

## Resultado da eleição
| Dr. Hélio (PDT)          | Demétrio Vilagra (PT)    | 371.083 | 67,03%  |
| Carlos Sampaio (PSDB)    | Célia Leão (PSDB)        | 77.936  | 14,08%  |
| Jonas Donizette (PSB)    | Toninho Conceição (PSB)  | 77.527  | 14,00%  |
| Feliciano Filho (PV)     | Antônio Pádua (PV)       | 10.521  | 1,90%   |
| Paulo Búfalo (PSOL)      | Sílvia Ferraro (PSTU)    | 10.107  | 1,83%   |
| Dra. Vânia (PTN)         | Gardezan (PSL)           | 2.828   | 0,51%   |
| Maurício Carvalho (PRB)  | Dr. Romildo Ramos (PRB)  | 2.186   | 0,39%   |
| Ricardo Xavier (PSDC)    | Vlademir Ferreira (PSDC) | 794     | 0,14%   |
| Theodoro Batista (PTdoB) | Dr. Juraci (PTdoB)       | 650     | 0,12%   |
| Total de votos válidos   | Total de votos válidos   | 553.632 | 100,00% |
| Votos apurados           |                          |         |         |
| Votos válidos            | Votos válidos            | 553.632 | 90,94%  |
| Votos em branco          | Votos em branco          | 20.356  | 3,34%   |
| Votos nulos              | Votos nulos              | 34.832  | 5,72%   |
| Total de votos apurados  | Total de votos apurados  | 608.820 | 100,00% |
| Eleitores                |                          |         |         |
| Comparecimento           | Comparecimento           | 608.820 | 84,07%  |
| Abstenções               | Abstenções               | 115.323 | 15,93%  |
| Total de eleitores       | Total de eleitores       | 724.143 | 100,00% |
| Total de seções: 1.740   |                          |         |         |